# Dirk von Gehlen

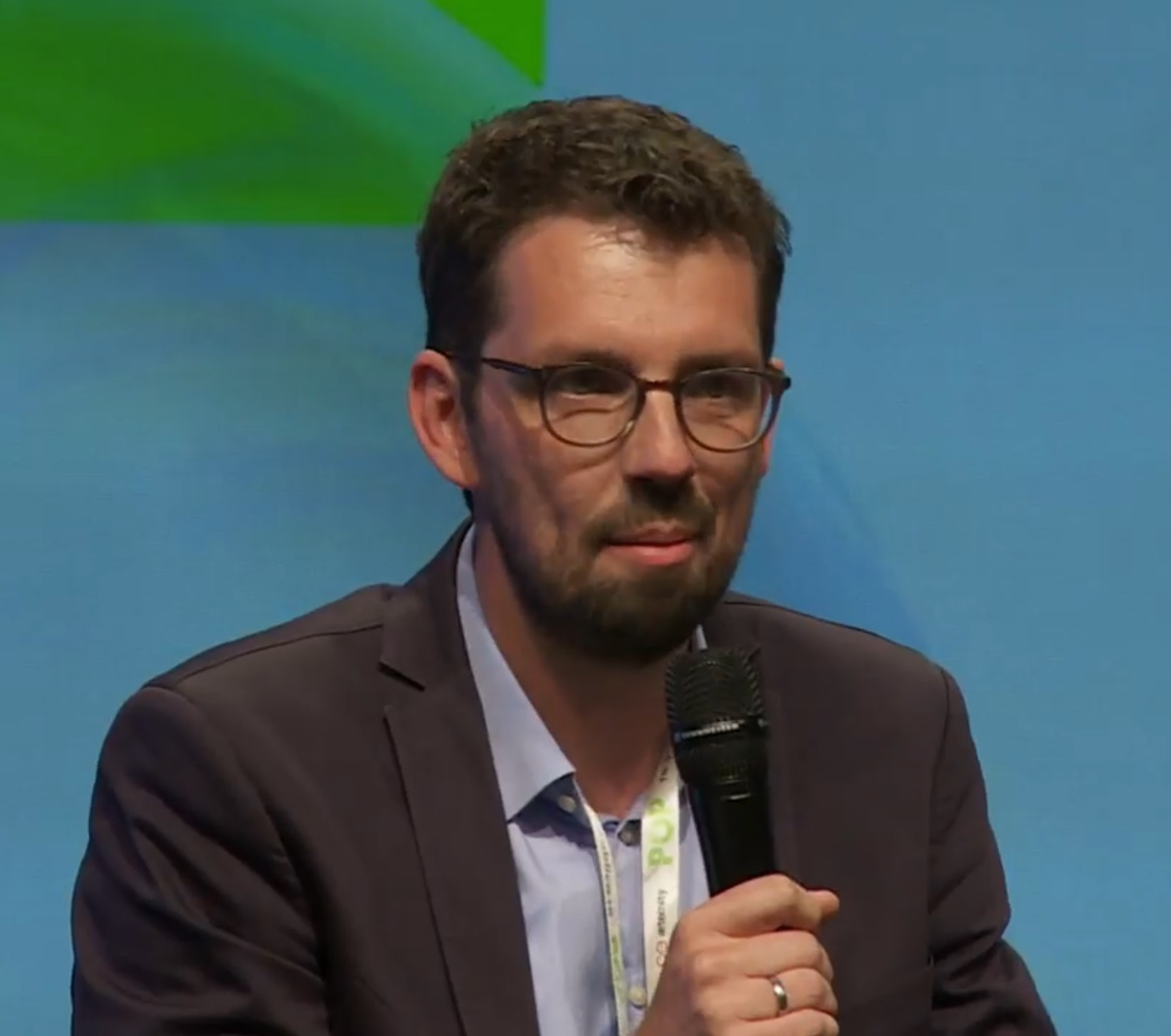
Dirk von Gehlen (2018)

Dirk von Gehlen (geboren 15. April 1975 in Mülheim an der Ruhr) ist ein deutscher Journalist.

## Leben
Dirk von Gehlen war in seiner Schulzeit freier Mitarbeiter der Lokalredaktion Mülheim an der Ruhr der Neue Rhein/Neue Ruhr Zeitung. Ab 1995 studierte er in München Journalismus an der Deutschen Journalistenschule und der Ludwig-Maximilians-Universität und schrieb als Werkstudent für verschiedene überregionale Zeitungen. Nach dem Studienabschluss als Diplom-Journalist im Jahr 2000 wurde er Redakteur in der Pressestelle der Universität München und war als Journalist in der Redaktion bei jetzt, einer Beilage der Süddeutschen Zeitung für ein jugendliches Publikum, beschäftigt. Im Jahr 2002 wurde die Papierausgabe jetzt eingestellt, das dazugehörige Onlinemagazin jetzt.de blieb erhalten, und von Gehlen wurde dessen Redaktionsleiter. Unter seiner Leitung wurde das Onlinemagazin 2006 mit dem Grimme Online Award ausgezeichnet. In der Folge wurde von Gehlen in die Grimme-Nominierungskommission für den Online-Preis eingeladen.
Von Gehlen hatte 2009 einen Lehrauftrag am Lehrstuhl für Kommunikationswissenschaft der Universität Hohenheim. In seiner Schrift Mashup setzt sich von Gehlen mit dem Kopieren im Internet, dem Mashup, auseinander und versucht eine soziologische und kulturgeschichtliche Einordnung des Kopierens.
Von Gehlen ist verheiratet und lebt in München.

## Schriften
- Mashup: Lob der Kopie. Berlin: Suhrkamp, 2011. ISBN 978-3-518-12621-9. Eine zusätzliche Präsentation auf der Homepage.
- Eine neue Version ist verfügbar. Metrolit, 2013. ISBN 978-3-8493-0325-9.
- Meta! Das Ende des Durchschnitts. Berlin: Matthes & Seitz, 2017. ISBN 978-3-95757-246-2.
- Das Pragmatismus-Prinzip. 10 Gründe für einen gelassenen Umgang mit dem Neuen. München: Piper, 2018. ISBN 978-3-492-05863-6.
- Meme. Digitale Bildkulturen. Berlin: Wagenbach, 2020. ISBN 978-3-8031-3698-5.[2]
- Anleitung zum Unkreativsein. Bonn: Rheinwerk Design, 2021. ISBN 978-3-8362-8024-2.